# Barakamon
Barakamon (ばらかもん, Barakamon, littéralement « avoir la pêche ») est un shōnen manga créé par Satsuki Yoshino. Il est prépublié dans le magazine Gangan Online de l'éditeur Square Enix entre juillet 2009 et décembre 2018 et compilé en un total de 18 volumes. La version française est éditée par Ki-oon entre octobre 2012 et septembre 2019. Le tome 19 servant d'épilogue sort en juillet 2023 au Japon et mars 2025 en France.
Une adaptation en anime produite par le studio Kinema Citrus est diffusée entre juillet et septembre 2014 sur NTV. Dans les pays francophones, la série est diffusée en simulcast par Crunchyroll. Une adaptation en drama de onze épisodes est diffusée sur Fuji TV entre le 12 juillet 2023 et le 20 septembre 2023.
Une série dérivée, Handa-kun (はんだくん), est prépubliée entre octobre 2013 et juin 2016 dans le Monthly Shōnen Gangan puis publiée en sept tomes au Japon. Cette préquelle se déroule six ans avant les événements de Barakamon et relate le passé de Handa. Elle est également adaptée en série d'animation par le studio Diomedéa et diffusée entre juillet et septembre 2016.

## Synopsis
Malgré son jeune âge, Seishu Handa est calligraphe professionnel. Sa vie bascule le jour où, pris de colère, il frappe le conservateur de musée qui trouve son travail banal et sans saveur... Comme punition, son père décide de l'envoyer sur une des Îles Gotō, au fin fond de la campagne japonaise. Alors qu'il pensait trouver le calme et travailler, ses nouveaux voisins vont débarquer dans sa vie...

## Personnages
Seishû Handa (半田 清舟, Handa Seishū)
Voix japonaise : Daisuke Ono (adulte); Nobunaga Shimazaki (jeune)
Seishû (aussi appelé Maître par les villageois) est un maître calligraphe de 23 ans. Son vrai prénom est Sei (清). Après qu'il a frappé le conservateur de musée qui trouvait ses calligraphies sans saveur, son père l'envoie vivre dans le petit village de Nanatsuke sur les îles Goto pour décompresser. Il est assez puéril et peureux et a tendance à s'énerver facilement. Les habitants du village l'appellent « Maître », en rapport avec son métier de calligraphe.
Naru Koitoishi (琴石 なる, Kotoishi Naru)
Voix japonaise : Suzuko Hara
Naru est une petite fille de 7 ans (6 ans au début de l'histoire) qui vit au village avec son grand-père. Curieuse et énergique, elle s'est prise d'affection pour Seishû depuis l'arrivée de celui-ci au village. Elle est en première année d'école primaire et aime la chasse aux insectes.
Elle est souvent accompagnée de ses amis et joue un rôle clé dans la vie du protagoniste, Handa Seishu. Naru apporte une fraîcheur et une joie de vivre à l'histoire, ainsi qu'une précieuse leçon sur l'importance de l'amitié et de la spontanéité.
Miwa Yamamura (山村 美和, Yamamura Miwa)
Voix japonaise : Nozomi Furuki
Miwa est une collégienne de 14 ans avec une personnalité de garçon manqué et qui est amie avec Tamako et Naru. Elle apprend beaucoup de vocabulaire étrange à Naru (principalement des mots qui ne devrait pas sortir de la bouche d'une fillette de 7 ans), ce qui lui vaut de se faire souvent réprimander par Seishû. Elle est assez irresponsable et aime bien venir traîner chez Seishû. Elle a fait faire 5 doubles des clés de la maison de Seishû dont un qu'elle a perdu dans la montagne derrière ladite maison.
Tamako Arai (新井 珠子, Arai Tamako)
Voix japonaise : Rumi Ōkubo
Tamako est une collégienne de 14 ans amie avec Miwa et Naru. Elle est surnommée « Tama » et apprécie, tout comme Miwa et Naru, venir traîner chez Seishû. Elle rêve de devenir mangaka grâce aux mangas gores qu'elle dessine. Elle est fan de yaoï mais refuse de se l'admettre quand bien même elle s'imagine facilement une relation amoureuse entre Seishû et Hiroshi. Elle possède, elle aussi, un double des clés de la maison de Seishû.
Hiroshi Kido (木戸 浩志, Kido Hiroshi)
Voix japonaise : Kōki Uchiyama
Lycéen banal.
Hina Kubota (久保田 陽菜, Kubota Hina)
Voix japonaise : Rina Endō
Kentarō Ōhama (大浜 謙太郎, Ōhama Kentarō)
Voix japonaise : Seiya Kimura
Akihiko Arai (新井 明彦, Arai Akihiko)
Voix japonaise : Megumi Han
Yūjirō Kido (木戸 裕次郎 (郷長), Kido Yūjirō (Gōchō))
Voix japonaise : Tanuki Sugino
Chef du village et père d'Hiroshi. Il est de nature assez décontractée. Il apporte à Seishû de la nourriture et des médicaments.
Ikkō Sakamoto (坂本 一行, Sakamoto Ikkō)
Voix japonaise : Fumihiko Tachiki
Vice-principal de l'école de Naru.
Takao Kawafuji (川藤 鷹生, Kawafuji Takao)
Voix japonaise : Junichi Suwabe (adulte); Kazuyuki Okitsu (jeune)
Kōsuke Kanzaki (神崎 康介, Kanzaki Kōsuke)
Voix japonaise : Yūki Kaji
Kōsaku Kotoishi (琴石 耕作, Kotoishi Kōsaku)
Voix japonaise : Hiroshi Ito
Grand-père de Naru.
Iwao Yamamura (山村 巌, Yamamura Iwao)
Voix japonaise : Atsushi Ono
Père de Miwa.
Seimei Handa (半田 清明, Handa Seimei)
Voix japonaise : Kōsuke Meguro
Père de Seishū.
Emi Handa (半田 えみ, Handa Emi)
Voix japonaise : Yoshino Takamori; Natsuko Kuwatani (Handa-kun)
Mère de Seishū.

### Handa-kun
Junichi Aizawa (相沢 順一, Aizawa Jun'ichi)
Voix japonaise : Yūya Hirose
Reo Nikaido (二階堂 レオ, Nikaidō Reo)
Voix japonaise : Tetsuya Kakihara
Akane Tsutsui (筒井 あかね, Tsutsui Akane)
Voix japonaise : Yoshimasa Hosoya
Yukio Kondo (近藤 幸男, Kondō Yukio)
Voix japonaise : Daiki Yamashita
Miyoko Konjō (金城 美代子, Kinjō Miyoko)
Voix japonaise : Kaede Hondo
Maiko Mori (森 麻衣子, Mori Maiko)
Voix japonaise : Miku Itō
Kei Hanada (花田 慶, Hanada Kei)
Voix japonaise : Yusuke Shirai
Sawako Tennōji (天王寺 佐和子, Tennōji Sawako)
Voix japonaise : Yū Kobayashi
Kōtarō Higashino (東野 光太郎, Higashino Kōtarō)
Voix japonaise : Makoto Furukawa (en)
Juri (ジュリ, Juri)
Voix japonaise : Kimiko Saito
Asahi Ichimiya (一宮 旭, Ichinomiya Asahi)
Voix japonaise : Ken'ichi Suzumura
Sōichi Nagamasa (長政 壮一, Nagamasa Sōichi)
Voix japonaise : Daisuke Hirakawa
Sōsuke Kojika (小鹿 宗介, Kojika Sōsuke)
Voix japonaise : Shōta Aoi
Tsukasa Komichi (小路 司, Shouji Tsukasa)
Voix japonaise : Toshiki Masuda
Tomohiro Shiromoto (条本 友弘, Shiromoto Tomohiro)
Voix japonaise : Wataru Hatano

## Manga

### Barakamon

Logo original du manga.

Écrit et dessiné par Satsuki Yoshino, le manga Barakamon débute en février 2008 dans le Gangan Powered jusqu'à la disparition du magazine en février 2009. La série est alors transférée dans le magazine Gangan Online le même mois. Le premier volume relié est publié par Square Enix le 22 juillet 2009 et le dernier le 12 décembre 2019. Hors du Japon, la série est publiée en version française par Ki-oon jusqu'en décembre 2022 et en version anglaise par Yen Press en Amérique du Nord. La prépublication de la série a repris de manière limitée dans le Monthly Shōnen Gangan le 12 avril 2023, avec un 19e tome relié sorti le 12 juillet 2023 au Japon et prévu pour le 20 mars 2025 en France.
Un Official fanbook (ばらかもん 公式ファンブック, Barakamon kōshiki fan bukku) regroupant un vote de popularité des personnages, des illustrations en couleur, des questions/réponses et une interview de l'auteur Satsuki Yoshino est publié au Japon le 12 mars 2016  (ISBN 978-4-7575-4906-7). Un tome « 18+1 » regroupant des histoires courtes inédites et des illustrations en couleur est publié au Japon le 12 décembre 2018 et en version française en mars 2020.

### Handa-kun

Logo original du spin-off Handa-kun.

Un spin-off intitulé Handa-kun (はんだくん) est prépublié dans le magazine Monthly Shōnen Gangan entre le 12 octobre 2013 et le 11 juin 2016. Il est centré sur le personnage de Handa lorsqu'il avait 17 ans, soit six ans avant les faits relatés dans Barakamon. La série est compilée en sept volumes sortis entre juin 2014 et septembre 2016.

#### Liste des volumes
| no | Japonais          | Japonais          |
| no | Date de sortie    | ISBN              |
| -- | ----------------- | ----------------- |
| 1  | 21 juin 2014      | 978-4-7575-4332-4 |
| 2  | 22 septembre 2014 | 978-4-7575-4412-3 |
| 3  | 22 janvier 2015   | 978-4-7575-4534-2 |
| 4  | 12 août 2015      | 978-4-7575-4711-7 |
| 5  | 12 février 2016   | 978-4-7575-4877-0 |
| 6  | 12 juillet 2016   | 978-4-7575-5047-6 |
| 7  | 12 septembre 2016 | 978-4-7575-5094-0 |

## Séries d'animation

### Barakamon
En septembre 2013, Square Enix annonce via son magazine en ligne Gangan Online une adaptation en anime. Celui-ci est produit par le studio Kinema Citrus avec une réalisation de Masaki Tachibana, un scénario de Pierre Sugiura et des compositions de Kenji Kawai. Il est diffusé entre juillet 2014 et septembre 2014 sur NTV. Dans les pays francophones, la série est diffusée en simulcast par Crunchyroll. Elle traite l'équivalent des 6 premiers tomes parus en manga.
Le générique de début, Rashisa (らしさ), est interprété par SUPER BEAVER et le générique de fin, Innocence, est interprété par NoisyCell (ja).

#### Liste des épisodes
| No | Titre de l’épisode en français | Titre original de l’épisode                                                          | Date de 1re diffusion |
| -- | ------------------------------ | ------------------------------------------------------------------------------------ | --------------------- |
| 1  | Barakamon                      | ばらかこどん （元気な子供） Barakakodon (Genkina kodomo)                             | 6 juillet 2014        |
| 2  | La ferme !                     | やかましか (うるさい) Yakamashika (Urusai)                                           | 13 juillet 2014       |
| 3  | Hitonmochi                     | ひとんもち (お祝いで投げられる餅) Hitonmochi (Oiwai de nagerareru mochi)             | 20 juillet 2014       |
| 4  | Les pères de l'île             | しまんおんつぁんどん (島の親父たち) Shiman ontsandon (Shima no oyajitachi)           | 27 juillet 2014       |
| 5  | Aller nager en mer             | うんにおえぎいっ (海に泳ぎに行く) Un ni uegi (Umi ni oyogi ni iku)                   | 3 août 2014           |
| 6  | Les types de Tokyo             | よそんもん (東京から来た奴ら) Yosonmon (Tōkyō kara kita yatsura)                     | 10 août 2014          |
| 7  | Poisson précieux               | ひさんいを (高級な魚) Hisan-iwo (Kōkyūna sakana)                                     | 17 août 2014          |
| 8  | Danse bouddhique               | オンデ (念仏踊り) Onde (Nenbutsu odori)                                              | 24 août 2014          |
| 9  | Faillir se blesser gravement   | おけがまくっちした (大怪我しそうになった) Okega makucchishita (Dakega shisōni natta) | 6 septembre 2014      |
| 10 | Allons-y tous ensemble         | だっちいこで (みんなで行こう) Dacchi ikode (Minna de ikou)                           | 13 septembre 2014     |
| 11 | Je suis à Tokyo                | 東京にいます (よせおっ) Tōkyō ni imasu (Yoseo)                                       | 20 septembre 2014     |
| 12 | Heureuse que tu sois rentré    | かえってきてうりしか Kaette kite urishika                                            | 27 septembre 2014     |

### Handa-kun

Logo original de lanime Handa-kun.

L'adaptation en anime de la préquelle Handa-kun est annoncée sur le site du Gangan Online le 1er février 2016,. Il est diffusé entre le 7 juillet 2016 et le 23 septembre 2016 sur TBS, MBS, CBC, BS-TBS (en) et TBS Channel 1. Les douze épisodes sont réalisés par Yoshitaka Koyama et produits par Diomedéa. Michiko Yokote, Mariko Kunisawa et Miharu Hirami en ont écrit les scripts, tandis que Mayuko Matsumoto est chargé du chara-design et Ken Itō de la composition musicale. Le thème d'ouverture, The LiBERTY, est interprété par Fo'xTails, et le thème de fin, HIDE-AND-SEEK, par Kenichi Suzumura. En France, la série est diffusée sur J-One à partir du 11 juillet 2016, tous les lundis à 18 h.

#### Liste des épisodes
| No | Titre de l’épisode en français                                               | Titre original de l’épisode | Date de 1re diffusion |
| --- | ---------------------------------------------------------------------------- | --- | --------------------- |
| 1 | Handa-Kun et l'amitié avec les filles                                        | 半田くんと女の友情 Handa-kun to Onna no Yūjō | 8 juillet 2016        |
| « L'armée de Handa », club d'admirateur du jeune lycéen calligraphe, apprend qu'ils ont manqué le début de la diffusion d'un anime consacré à leur idole. Ils tentent alors de créer leur propre adaptation animée, dont le résultat est mitigé, avant de recevoir une lettre du studio Diomedéa accompagnée du premier épisode. L'épisode présente Handa, lycéen admiré de tous mais qui prend la timidité des autres pour de l'hostilité, notamment en croyant qu'une jeune fille amoureuse de lui, Maiko, lui donne rendez-vous derrière le gymnase pour l'humilier. |                                                                              | |                       |
| 2 | Handa et la suite de l'épisode 1 Handa et le président Handa et le mannequin | 半田くんと1話の続き 半田くんと委員長 半田くんとモデル Handa-kun to 1 wa no Tsuzuki Handa-kun to Iinchō Handa-kun to Moderu                           | 15 juillet 2016       |
| Handa se rend derrière le gymnase où l'attendent Maiko, son amie Juri ainsi que de nombreux élèves venus en spectateurs. Juri, qui est aussi amoureuse de Handa, empêche Maiko de lui remettre sa lettre de déclaration et le jeune homme s'en va sans avoir compris la situation. Lors de l'élection des délégués, Handa, inscrit par quelqu'un d'autre, est en compétition avec Aizawa Junichi, à ce poste depuis de nombreuses années. Mikaido Reo, un mannequin lycéen dans la même classe que Handa, cherche à comprendre le charme secret de ce dernier qui menace de faire de l'ombre à sa popularité. |                                                                              | |                       |
| 3 | Handa et l'absentéiste Handa en cours de cuisine Handa et son ami            | 半田くんと不登校 半田くんと調理実習 半田くんと親友 Handa-kun to Futōkō Handa-kun to Chōri Jisshū Handa-kun to Shinyū                                 | 22 juillet 2016       |
| Handa doit porter une lettre à un élève absentéiste, Tsutsui Akane, qui ne ressemble plus du tout à la photo prise lors de son inscription. L'aura imposante de Handa le sauve d'une bande de voyous et le convainc de retourner en classe. Kondo Yukio est un lycéen normal et qui ne cherche pas à sortir du rang. Cependant, en rejoignant le club de cuisine, il se retrouve dans le même groupe qu'Aizawa, Mikaido, Tsutsui et Handa, quatre fortes personnalités. Tandis que les trois admirateurs du jeune calligraphe se chargent de tout afin de satisfaire leur idole, Handa, peu doué en cuisine, provoque diverses catastrophes qui sont interprétées par les autres comme autant de signes de sagesse. Takao Kawafuji est la seule personne qu'Handa considère comme son ami, croyant que tout le monde le déteste. Ce malentendu provient en fait d'un mensonge de Kawafuji, qui, dans le passé, vexé de l'attention porté à Handa par une jolie fille, fait croire à ce dernier que celle-ci le déteste et colporte des rumeurs à son compte. |                                                                              | |                       |
| 4 | Handa et Handa Handa et la jalousie féminine Handa et les relations sociales | 半田くんと半田くん？ 半田くんと女の嫉妬 半田くんと社交性 Handa-kun to Handa-kun? Handa-kun to Onna no Shitto Handa-kun to Shakō Sei                  | 29 juillet 2016       |
| « L'armée de Handa » doit faire face à un imposteur qui vend des poèmes au parc sous le nom et l'apparence de leur idole. Handa est aperçu en compagnie d'une jolie fille, ce qui provoque la jalousie et la colère de toutes les adoratrices du jeune homme. La voisine de classe d'Handa, amoureuse depuis qu'il lui avait offert une gomme, menace de sauter par la fenêtre mais se ravise lorsqu'elle pense qu'il lui offre des excuses, alors que celui-ci parle à son bureau vandalisé. La jeune fille apprend peu après que la petite amie présumée d'Handa est en réalité sa mère. À la suite de la rencontre parents-professeurs, Handa est prié d'être un peu plus sociable avec ses camarades, mais ses diverses tentatives maladroites sont mal interprétées. |                                                                              | |                       |
| 5 | Handa et le conseil étudiant Handa et la perte de mémoire                    | 半田くんと生徒会 半田くんと記憶喪失 Handa-kun to Seito Kai Handa-kun to Kioku Sōshitsu                                                               | 5 août 2016           |
| 6 | Handa et l'ami de son ami                                                    | 半田くんと友達の友達 半田くんとダッシュ東野 半田くんと手相占い Handa-kun to Tomodachi no Tomodachi Handa-kun to Dasshu Tōno Handa kun to Tesō Uranai | 12 août 2016          |
| 7 | Handa et l'examen de rattrapage Handa et la bibliothèque                     | 半田くんと追試 半田くんと図書室 Handa-kun to Tsuishi Handa-kun to Tosho Shitsu                                                                       | 19 août 2016          |
| 8 | Handa et le voyage scolaire                                                  | 半田くんと修学旅行 Handa-kun to Shūgakuryokō | 26 août 2016          |
| 9 | Handa et la grenouille Handa et le traqueur                                  | 半田くんとカエル 半田くんとストーカー Handa-kun to Kaeru Handa-kun to Sutōkā                                                                         | 2 septembre 2016      |
| 10 | Handa et le garçon ordinaire Handa et le club bishôjo                        | 半田くんと平凡 半田くんと美少女 Handa-kun to Heibon Handa-kun to Bishōjo                                                                             | 9 septembre 2016      |
| 11 | Handa et la préparation du festival culturel                                 | 半田くんと文化祭準備 Handa-kun to Bunkasai Junbi | 16 septembre 2016     |
| 12 | Handa et le festival culturel                                                | 半田くんと文化祭 Handa-kun to Bunkasai | 23 septembre 2016     |

## Drama
En avril 2023, une adaptation en drama produite par Kyodo Television est annoncée. La série est réalisée par Keita Kono, avec Masataka Takamaru comme producteur, Kumiko Asō en tant que scénariste et Juichi Uehara au planning, avec Yōsuke Sugino dans le rôle de Seishû Honda. Les onze épisodes sont diffusés entre le 12 juillet 2023 et le 20 septembre 2023 sur Fuji TV. Le 28e single de Perfume, Moon, est utilisé comme chanson thème.

### Œuvres
Édition japonaise
Barakamon manga
1. 1 2 3  (ja) « ばらかもん 19 », sur Square Enix (consulté en juillet 2023).
2. 1 2  (ja) « ばらかもん 1 », sur Square Enix (consulté le 31 août 2021).
3. 1 2  (ja) « ばらかもん 2 », sur Square Enix (consulté le 31 août 2021).
4. 1 2  (ja) « ばらかもん 3 », sur Square Enix (consulté le 31 août 2021).
5. 1 2  (ja) « ばらかもん 4 », sur Square Enix (consulté le 31 août 2021).
6. 1 2  (ja) « ばらかもん 5 », sur Square Enix (consulté le 31 août 2021).
7. 1 2  (ja) « ばらかもん 6 », sur Square Enix (consulté le 31 août 2021).
8. 1 2  (ja) « ばらかもん 7 », sur Square Enix (consulté le 31 août 2021).
9. ↑  (ja) « ばらかもん 7 初回限定特装版 », sur Square Enix (consulté le 31 août 2021).
10. 1 2  (ja) « ばらかもん 8 », sur Square Enix (consulté le 31 août 2021).
11. ↑  (ja) « ばらかもん 8 初回限定特装版 », sur Square Enix (consulté le 31 août 2021).
12. 1 2  (ja) « ばらかもん 9 », sur Square Enix (consulté le 31 août 2021).
13. 1 2  (ja) « ばらかもん 10 », sur Square Enix (consulté le 31 août 2021).
14. 1 2  (ja) « ばらかもん 11 », sur Square Enix (consulté le 31 août 2021).
15. 1 2  (ja) « ばらかもん 12 », sur Square Enix (consulté le 31 août 2021).
16. 1 2  (ja) « ばらかもん 13 », sur Square Enix (consulté le 31 août 2021).
17. 1 2  (ja) « ばらかもん 14 », sur Square Enix (consulté le 31 août 2021).
18. 1 2  (ja) « ばらかもん 15 », sur Square Enix (consulté le 31 août 2021).
19. ↑  (ja) « ばらかもん 15 初回限定特装版 », sur Square Enix (consulté le 31 août 2021).
20. 1 2  (ja) « ばらかもん 16 », sur Square Enix (consulté le 31 août 2021).
21. ↑  (ja) « ばらかもん 16 初回限定特装版 », sur Square Enix (consulté le 31 août 2021).
22. 1 2  (ja) « ばらかもん 17 », sur Square Enix (consulté le 31 août 2021).
23. ↑  (ja) « ばらかもん 17 初回限定特装版 », sur Square Enix (consulté le 31 août 2021).
24. 1 2  (ja) « ばらかもん 18 », sur Square Enix (consulté le 31 août 2021).

Édition japonaise
Handa-kun manga
1. 1 2  (ja) « はんだくん 1 », sur Square Enix (consulté le 31 août 2021).
2. 1 2  (ja) « はんだくん 2 », sur Square Enix (consulté le 31 août 2021).
3. 1 2  (ja) « はんだくん 3 », sur Square Enix (consulté le 31 août 2021).
4. 1 2  (ja) « はんだくん 4 », sur Square Enix (consulté le 31 août 2021).
5. 1 2  (ja) « はんだくん 5 », sur Square Enix (consulté le 31 août 2021).
6. 1 2  (ja) « はんだくん 6 », sur Square Enix (consulté le 31 août 2021).
7. 1 2  (ja) « はんだくん 7 », sur Square Enix (consulté le 31 août 2021).

Édition française
Barakamon manga
1. 1 2  (fr) « Tome 1 ».
2. 1 2  (fr) « Tome 2 ».
3. 1 2  (fr) « Tome 3 ».
4. 1 2  (fr) « Tome 4 ».
5. 1 2  (fr) « Tome 5 ».
6. 1 2  (fr) « Tome 6 ».
7. 1 2  (fr) « Tome 7 ».
8. 1 2  (fr) « Tome 8 ».
9. 1 2  (fr) « Tome 9 ».
10. 1 2  (fr) « Tome 10 ».
11. 1 2  (fr) « Tome 11 ».
12. 1 2  (fr) « Tome 12 ».
13. 1 2  (fr) « Tome 13 ».
14. 1 2  (fr) « Tome 14 ».
15. 1 2  (fr) « Tome 15 ».
16. 1 2  (fr) « Tome 16 ».
17. 1 2  (fr) « Tome 17 ».
18. 1 2  (fr) « Tome 18 ».
19. 1 2  (fr) « Tome 18+1 ».